# Cứu độ
Cứu độ là việc được cứu hoặc bảo vệ khỏi bị tổn hại  hoặc được cứu hoặc được đưa ra khỏi một tình huống thảm khốc. Trong tôn giáo, sự cứu độ thường đề cập đến việc cứu linh hồn khỏi tội lỗi và hậu quả của nó. Nghiên cứu học thuật về sự cứu độ được gọi là soteriology (Cứu rỗi học).

## Ý nghĩa
Trong tôn giáo, sự cứu độ là việc cứu linh hồn thoát khỏi tội lỗi và hậu quả của việc này. Nó cũng có thể được gọi là sự giải thoát hoặc cứu chuộc khỏi tội lỗi và ảnh hưởng của nó. Sự cứu độ được coi là gây ra, tùy thuộc vào tôn giáo hoặc thậm chí là giáo phái, chỉ bởi ân sủng của Thiên Chúa (tức là không bị đày đọa và không được học) hoặc bởi đức tin hoặc việc tốt (công việc) hoặc kết hợp của chúng. Các tôn giáo thường nhấn mạnh rằng con người là một tội nhân theo bản chất và hình phạt của tội lỗi là sự chết (cái chết về thể xác, cái chết thuộc linh: sự tách biệt tinh thần khỏi Thiên Chúa và hình phạt vĩnh cửu trong địa ngục).

## Tôn giáo gốc Abraham

### Do Thái giáo
Trong Do Thái giáo đương đại, sự cứu chuộc (tiếng Do Thái ge'ulah), đề cập đến việc Thiên Chúa cứu chuộc dân Israel từ những vùng đất lưu vong khác nhau của họ. Điều này bao gồm sự chuộc lỗi cuối cùng từ thời lưu đày hiện tại.
Do Thái giáo cho rằng các tín đồ không cần sự cứu độ cá nhân như các Kitô hữu vẫn tin tưởng. Người Do Thái không chạy theo học thuyết về tội lỗi nguyên thủy. Thay vào đó, họ đặt một giá trị cao cho đạo đức cá nhân như được định nghĩa trong luật của Thiên Chúa - thể hiện trong những gì người Do Thái biết là Torah hoặc Luật pháp, được Thiên Chúa ban cho Moses trên Núi Sinai trong Kinh thánh.
Trong Do Thái giáo, sự cứu độ có liên quan mật thiết đến ý tưởng cứu chuộc, một sự cứu độ từ các quốc gia hoặc hoàn cảnh phá hủy giá trị của sự tồn tại của con người. Thiên Chúa, với tư cách là tinh thần phổ quát và là Đấng tạo ra Thế giới, là nguồn gốc của mọi sự cứu độ cho nhân loại, và cho một cá nhân tôn vinh Thiên Chúa thông qua việc tuân thủ giới luật của Chúa. Vì vậy, sự cứu chuộc hay sự cứu độ hoàn toàn tùy thuộc vào từng cá nhân. Do Thái giáo nhấn mạnh rằng sự cứu độ không thể có được thông qua bất kỳ ai khác hoặc chỉ bằng cách cầu khẩn một vị thần hoặc tin vào bất kỳ quyền lực hoặc ảnh hưởng bên ngoài nào.
Khi xem xét các nguồn trí tuệ Do Thái trong suốt lịch sử, rõ ràng có một loạt các ý kiến liên quan đến cái chết so với thế giới bên kia. Có thể là một sự đơn giản hóa quá mức, một nguồn nói rằng sự cứu độ có thể đạt được theo cách sau: Sống một cuộc sống thánh thiện và công chính dành riêng cho Yahweh, Thần sáng tạo. Nhanh chóng, thờ cúng, và ăn mừng trong những ngày lễ thích hợp. Theo nguồn gốc và tự nhiên, Do Thái giáo là một tôn giáo dân tộc. Do đó, sự cứu độ chủ yếu được hình thành theo định mệnh của Israel là dân bầu của Yahweh (thường được gọi là Chúa là Chúa), Thần của Israel. Trong văn bản Kinh thánh của các Thánh vịnh, có một mô tả về cái chết, khi con người đi vào Trái Đất hoặc "cõi chết" và không thể ca ngợi Thiên Chúa. Tài liệu tham khảo đầu tiên về sự phục sinh là tập thể trong tầm nhìn của Ezekiel về xương khô, khi tất cả những người Do Thái lưu vong sẽ được phục sinh. Có một tài liệu tham khảo về sự phục sinh cá nhân trong Sách Daniel (165 BCE), cuốn sách cuối cùng của Kinh thánh Do Thái. Mãi đến thế kỷ thứ 2 TCN, người ta mới nảy sinh niềm tin vào thế giới bên kia, trong đó người chết sẽ được hồi sinh và trải qua sự phán xét thiêng liêng. Trước thời điểm đó, cá nhân phải hài lòng rằng cuộc sống của mình vẫn tiếp tục trong quốc gia thần thánh.
Sự cứu độ của cá nhân người Do Thái được kết nối với sự cứu độ của toàn dân Do Thái. Niềm tin này bắt nguồn trực tiếp từ những lời dạy của Torah. Trong Torah, Thiên Chúa đã dạy dân của mình thánh hóa cá nhân. Tuy nhiên, ông cũng mong họ hoạt động cùng nhau (về mặt tinh thần) và có trách nhiệm với nhau. Khái niệm về sự cứu độ gắn liền với sự phục hồi cho Israel.

### Kitô giáo

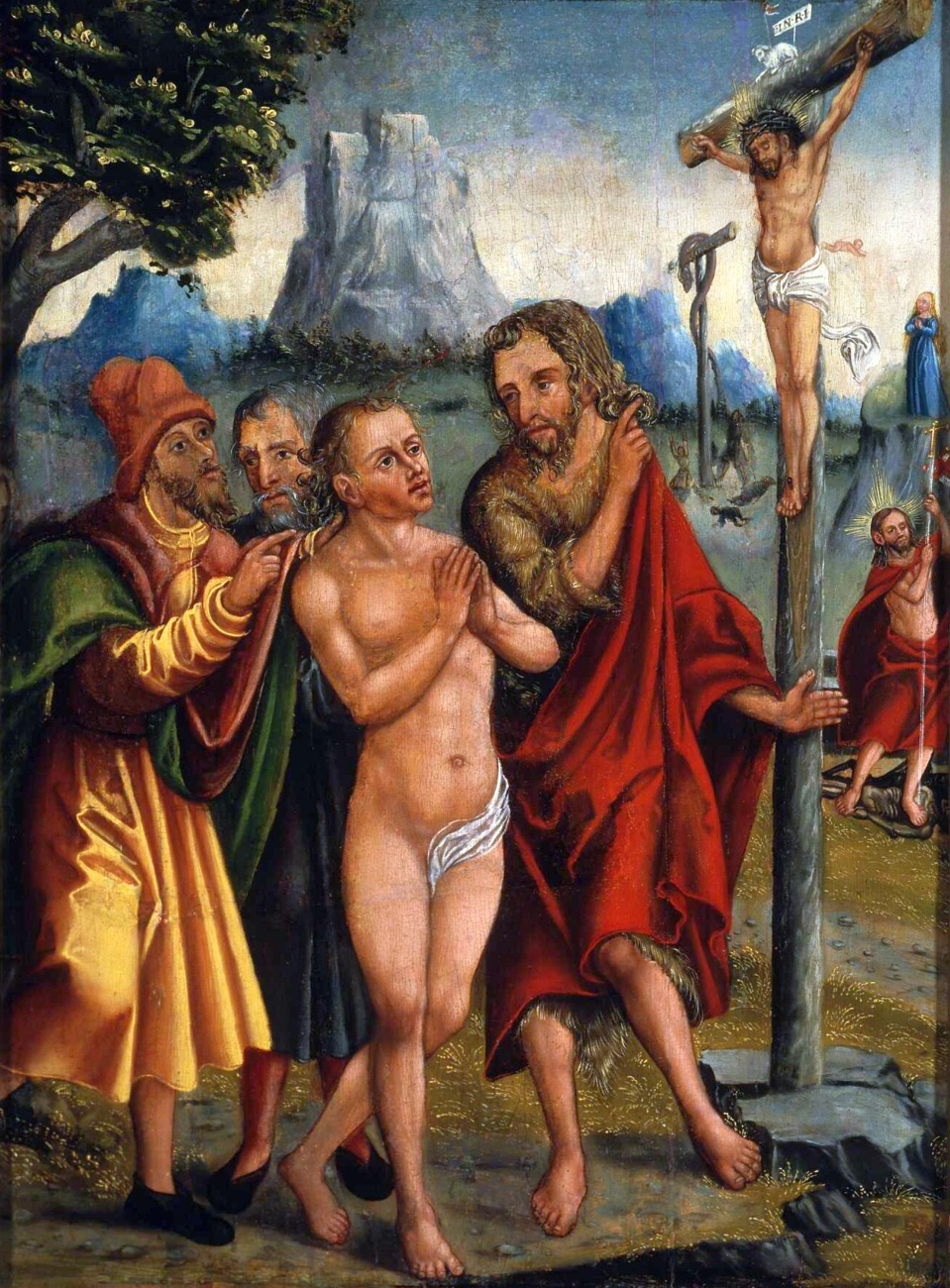
Tường thuật sự cứu rỗi của Antonius Heusler (khoảng năm 1555), Bảo tàng quốc gia tại Warsaw.

Tiền đề chính của Cơ Đốc giáo là sự nhập thể và cái chết của Giêsu đã hình thành đỉnh điểm của một kế hoạch thiêng liêng nhằm cứu rỗi của nhân loại. Kế hoạch này được hình thành từ Thiên Chúa do sự sa ngã của Adam, tổ tiên của loài người, và nó sẽ được hoàn thành trong Phán xét cuối cùng, khi Sự tái lâm của Giêsu sẽ đánh dấu sự kết thúc thảm khốc của thế giới.
Đối với Kitô giáo, sự cứu rỗi chỉ có thể thông qua Giêsu Kitô. Kitô hữu tin rằng cái chết của Giêsu trên thập giá là sự hy sinh một lần cho tất cả những tội lỗi của nhân loại.
Kitô giáo, mặc dù không phải là tôn giáo duy nhất có ý niệm cứu chuộc, đã trao cho nó một sự dứt khoát đặc biệt và một vị trí thống trị. Theo nghĩa rộng nhất của nó, vì sự giải thoát khỏi những nguy hiểm và bệnh tật nói chung, hầu hết các tôn giáo đều dạy một số hình thức của cứu rỗi. Nó đảm nhận một vị trí quan trọng, tuy nhiên, chỉ khi những người mắc bệnh nghi vấn là một phần của một hệ thống vĩ đại mà sức mạnh của con người là bất lực.